# اقتصاد كيريباتي
يُعد اقتصاد جمهورية كيريباتي من بين الأضعف عالميًا، حيث بلغ نصيب الفرد من الناتج المحلي الإجمالي نحو 1,420 دولارًا أمريكيًا في عام 2010. وقد اعتمد الاقتصاد في السابق على استخراج وتصدير الفوسفات من جزيرة بانابا، وهي الموارد التي استُنزفت بالكامل بحلول عام 1979. ومنذ ذلك الحين، أصبح اقتصاد البلاد يعتمد بدرجة كبيرة على المساعدات الخارجية، بالإضافة إلى الإيرادات المتأتية من منح تراخيص الصيد في مياهها الإقليمية، والتي تُعد مصدرًا مهمًا لتمويل الواردات ودعم الموازنة العامة ومشروعات التنمية.
بحلول عام 2023، بلغ نصيب الفرد من الناتج المحلي الإجمالي في كيريباتي حوالي 2,090 دولارًا أمريكيًا، مما يضعها ضمن الدول ذات الدخل المنخفض، مع استمرار الاعتماد على المعونات الخارجية والمصايد البحرية كمصادر أساسية للدخل.

## القطاعات الاقتصادية الرئيسية
يعتمد اقتصاد كيريباتي بشكل كبير على قطاعي الزراعة وصيد الأسماك، حيث تُساهم هذه القطاعات بنسبة تقارب 23% من الناتج المحلي الإجمالي وتوفر فرص عمل لنحو 23% من السكان، خاصة في الجزر الخارجية. تُعتبر مصايد التونة مصدرًا رئيسيًا للدخل القومي، إلا أن الاعتماد المفرط على هذا القطاع يجعل الاقتصاد عرضة للتقلبات البيئية والاقتصادية.

## صندوق الاحتياطي لمعادلة الإيرادات
أُنشئ صندوق الاحتياطي لمعادلة الإيرادات (RERF) في عام 1956 لإدارة عائدات تصدير الفوسفات، ويُعد الآن صندوق الثروة السيادية للبلاد. بعد نضوب موارد الفوسفات في أواخر السبعينيات، أصبح الصندوق مصدرًا رئيسيًا لدعم الميزانية الوطنية والاستثمارات التنموية، حيث بلغت أصوله حوالي 608.5 مليون دولار أمريكي.

## المساعدات الخارجية والتحويلات المالية
تُعد المساعدات الخارجية ركيزة أساسية لاقتصاد كيريباتي، حيث بلغ إجمالي المساعدات الرسمية للتنمية نحو 91.1 مليون دولار أمريكي في عام 2022، وهو أعلى مستوى تاريخي للبلاد. تُساهم دول مثل أستراليا ونيوزيلندا بشكل كبير في تقديم الدعم المالي، بالإضافة إلى المساعدات المتزايدة من الصين، مما يعكس التنافس الجيوسياسي في المنطقة.

## التنمية المستدامة والرؤية المستقبلية
أطلقت حكومة كيريباتي "رؤية كيريباتي 20" (KV20) كخطة تنموية تمتد حتى عام 2036، وتهدف إلى تعزيز الاقتصاد من خلال التركيز على قطاعات السياحة ومصايد الأسماك، مع مراعاة أهداف التنمية المستدامة.